# Кирополис (Атропатена)
Кирополис (др.-греч. Κυρόπολις) — бывший город в Атропатене, между реками Кура и Амардус (Сефидруд). О городе сообщают Птолемей и Аммиан Марцеллин. Клавдий Сальмазий (in Solin. P. 840) считал, что это был не отдельный город, а другое имя Кирешаты на Сырдарье, также известной как Кирополис, утверждая, что авторитет Аммиана не имеет значения, поскольку он обычно следует Птолемею. Уильям Смит, выдающийся британский классик XIX века, полагал, что этот аргумент не имеет большой силы, и, если искать где-либо город, названный в честь Кира, это, несомненно, была бы та местность, с которой он был непосредственно связан на протяжении всей своей жизни.